# Tim Hunt

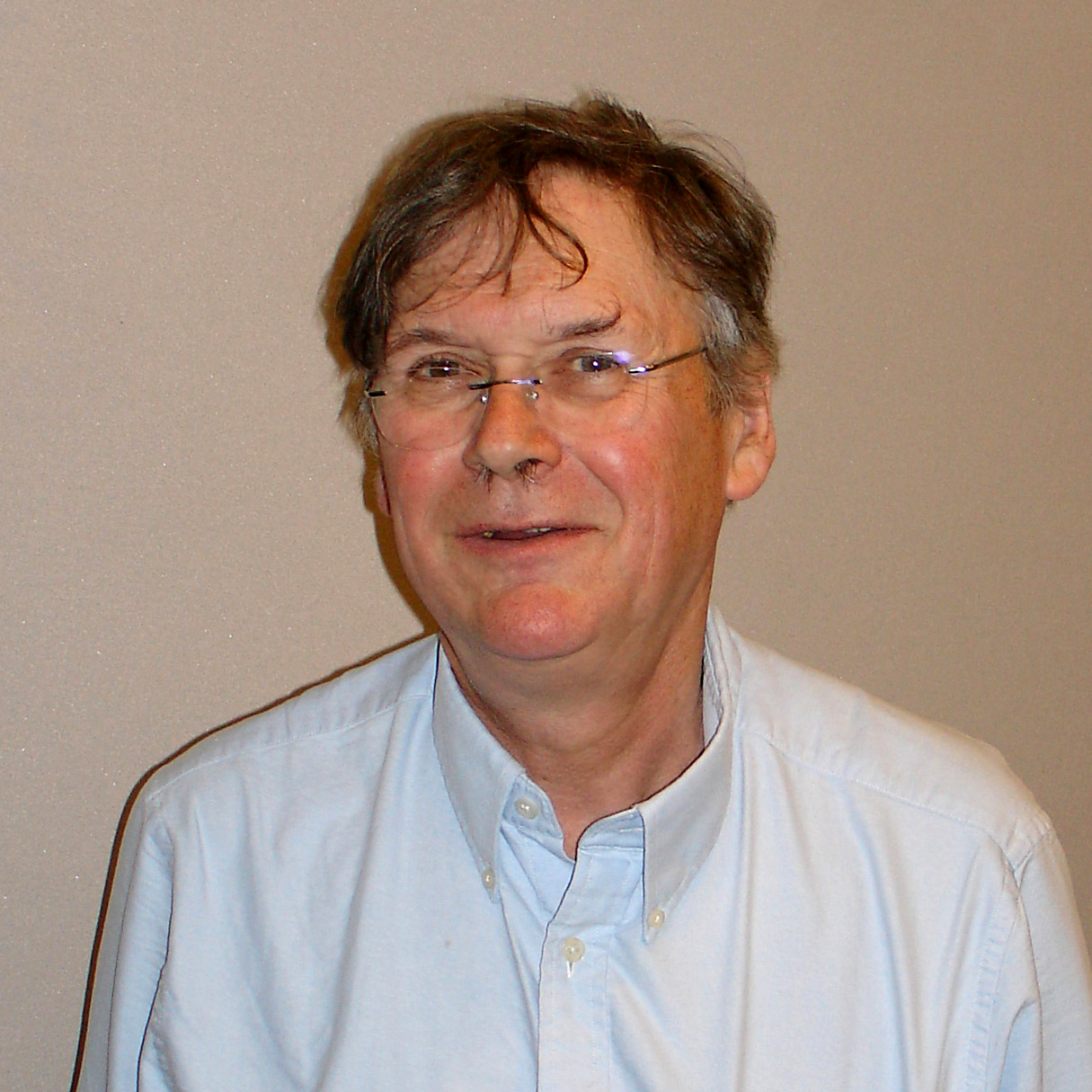
Tim Hunt (2009)

Sir Richard Timothy Hunt (* 19. Februar 1943 in Neston, Cheshire West and Chester in England) ist ein britischer Biochemiker und Molekularbiologe. 2001 erhielt er zusammen mit Paul Nurse und Leland H. Hartwell den Nobelpreis für Physiologie oder Medizin „für ihre Entdeckungen betreffend der Kontrolle des Zellzyklus“. Er arbeitete bis Juni 2015 beim London Research Institute der Cancer Research UK.

## Leben
Hunt wurde als Sohn von Richard William Hunt, einem Lektor für Paläografie, und Kit Hunt am 19. Februar 1943 in Neston bei Liverpool geboren. Seine Kindheit war von den Erlebnissen der Nachkriegszeit geprägt. Nahrungsmittelrationierungen, große Kohlelager sowie Hilfspakete aus Amerika hinterließen bleibende Eindrücke und eine frühe pro-amerikanische Einstellung. Tim Hunt genoss schon früh Lateinunterricht zu Hause, wurde dann auf die Oxford High School für Mädchen geschickt, bevor er mit 8 Jahren an die Dragon School wechselte. Sein Interesse an Biologie wurde durch den jungen deutschen Lehrer Gerd Sommerhoff geweckt. Als guten Schüler bezeichnete er sich selber auch noch in Englisch, hingegen waren seine Leistungen in Mathematik, Geschichte, Latein und Griechisch weniger gut.
Mit 14 Jahren wechselte er dann auf das Magdalen College in Oxford, in welchem die naturwissenschaftlichen Fächer deutlich stärker gewichtet waren. Sein Hauptinteresse lag zuerst in Chemie und später wieder bei der Biologie. Wichtig für Tim Hunt waren in diesen Jahren die Vorlesungen an der Universität Oxford sowie die Weihnachtsvorträge im Museum von Oxford. Viele Exkursionen und Versuche brachten ihm die praktische Seite der Naturwissenschaft näher. Im Herbst 1961 wechselte Tim Hunt an das Clare College von Cambridge, um Naturwissenschaften zu studieren, mit dem Ziel Biochemiker zu werden.
Die wissenschaftliche Karriere begann 1964 am Institut für Biochemie in Cambridge. Im Labor von Asher Korner konnte Hunt sich den Arbeiten in Bereichen DNA, RNA und Proteinsynthese widmen. Mit der Zeit interessierte er sich immer mehr für die Translation von mRNA und später forschte er gemeinsam mit seinem früheren Studienkollegen Tony Hunter an dem Einbau von Häm in das Globin zum Hämoglobinmolekül. Die Monate Juli bis Oktober 1966 verbrachte er auf Einladung von Irving M. London in New York. Nach Abschluss seines Ph.D. in Cambridge 1968 bei Asher Korner ging er wieder nach New York zu London ans Albert Einstein College of Medicine. Mit Unterstützung durch die Mitarbeiter dort machten die Forschungen an der Hämbiosynthese deutliche Fortschritte. Nach seiner Rückkehr nach Cambridge arbeitete er weiter mit seinen früheren Kollegen Richard Jackson und Tony Hunter an Themen im Bereich tRNA und ihrer Regulierung.
Darüber hinaus ist er Mitglied des Wissenschaftlichen Beirats des oberösterreichischen Thinktanks Academia Superior.

## Auszeichnungen
Neben dem Nobelpreis im Jahr 2001 erhielt Tim Hunt auch weitere bedeutende Auszeichnungen. 1991 wurde er als Mitglied („Fellow“) in die Royal Society gewählt, die ihn 2006 mit der Royal Medal auszeichnete. Im gleichen Jahr 2006 wurde er zum Knight Bachelor geschlagen. Ferner ist er seit 1997 gewähltes Mitglied der American Academy of Arts and Sciences und seit 1998 ordentliches Mitglied der Academia Europaea. 1999 wurde er zum auswärtigen Mitglied (Foreign Associate) der National Academy of Sciences gewählt. Seit 2005 ist er Fellow der American Association for the Advancement of Science. 2008 verlieh ihm die Keiō-Universität die Ehrendoktorwürde.

## Kontroverse
Am 9. Juni 2015 hielt Hunt einen Vortrag auf der World Conference of Science Journalists in Seoul, in dem er eine Bemerkung zur gemeinsamen Arbeit von Männern und Frauen in Laboren machte, die er, wie er später erklärte, als scherzhaft verstanden wissen wollte. Eine anwesende britische Universitätslehrerin, Connie St Louis, sah diesen Kommentar jedoch als frauenfeindlich und verbreitete ihn entsprechend kommentiert über Twitter. Als Konsequenz der sich daran anschließenden öffentlichen Entrüstung trat Hunt am 10. Juni von seiner Honorarprofessur an der Fakultät für Biowissenschaften am University College London (UCL) zurück. Er verlor auch seine Positionen beim Europäischen Forschungsrat und der Royal Society. Hunt erklärte dazu später, dass das UCL ihn dazu aufgefordert habe, seine Stelle aufzugeben und ihm anderenfalls mit Kündigung gedroht habe. Er beklagte sich, dass ihm keine Gelegenheit zu einer Erklärung seiner Bemerkungen gegeben worden sei und dass er sich für die Bemerkung aufrichtig entschuldige.
Hunt wurde von seiner Frau, einer Professorin am UCL sowie von den Wissenschaftlerinnen Athene Donald, Ottoline Leyser, Nancy Rothwell verteidigt. Sie lehnten seine umstrittene Bemerkung zwar ab, betonten aber, dass er sich stets für junge Wissenschaftler ohne Unterschied des Geschlechts eingesetzt habe. Der Journalist Jonathan Dimbleby trat von seiner Ehrenmitgliedschaft am UCL zurück, da er die Reaktion der Universität für überzogen hielt.  Von den Tageszeitungen The Times und Daily Mail wurden Zweifel an der Glaubwürdigkeit des auslösenden Tweets und seiner Verfasserin vorgetragen. Acht Nobelpreisträger sowie Richard Dawkins stellten sich vor ihren Kollegen und attackierten den „Lynchmob“, der Hunt aus der Universität gezwungen habe. Das Protokoll der Konferenz soll zudem nachweisen, dass allen Teilnehmern klar gewesen sei, dass Hunt scherzte.
Michael Arthur, der Präsident des UCL erklärte, dass mit den Bemerkungen von Hunt, auch wenn sie humorvoll gedacht waren, eine Linie überschritten worden sei, die eine Verletzung der Prinzipien des UCL darstelle und er den Rücktritt Hunts nicht rückgängig machen könne.